# Кузь Володимир Григорович
Кузь Володимир Григорович (28 липня 1938, с. Попеляни Пустомитівського району Львівської області, УРСР — 10 жовтня 2018, Умань, Україна)  — доктор педагогічних наук, професор, дійсний член АПНУ.

## Біографія
Народився 28 липня 1938 року в с. Попеляни Пустомитівського району Львівської області. Помер 10 жовтня 2018 року.

### Освіта
Закінчив музично-педагогічний факультет Дрогобицького педагогічного інституту (1970).

### Діяльність
За фахом вчитель музики, викладач по класу хорового диригування та історико-теоретичних дисциплін; кандидатська дисертація «Педагогічні умови ефективного здійснення єдності шкільної та позашкільної виховної роботи учнівського колективу» (1980); докторська дисертація "Педагогічні основи виховного процесу в комплексі «школа-дитячий садок».
У 1956-57, 1960-69 рр. — вчитель музики і співів, СШ № 1 м. Ізяслава Хмельницької області, у 1957-60 рр. — служба в армії.
У 1973-77 рр. — викладач, завідувач кафедри музики Кам'янець-Подільського педагогічного інституту.
У 1977-80 рр. — аспірант НДІ педагогіки УРСР, м. Київ.
У 1980-89 рр. — старший викладач, декан педагогічного ф-ту Кам'янець-Подільського педагогічного інституту.
У 1989-93 рр. — депутат Черкаської облради народних депутатів
Дійсний член Академії педагогічних і соціальних наук (м. Москва, 1995), АНВШУ (1996).
Заслужений діяч науки і техніки України (1995).
Має звання «Міжнародна людина року 1996-97» (Велика Британія), «Людина 1997 року» (США), «Найвизначніша особистість декади» в галузі освіти та педагогічної науки (США), «Провідний інтелектуал ХХ століття» (2000, Велика Британія).
Нагороджений медаллю «Ветеран праці» (1984), орденами «За заслуги» III ст. (07.1998). Почесна грамота КМ України (1999).
Автор понад 130 наукових публікацій, зокрема: "Виховний комплекс «школа-дитячий садок» (1990), «Школа — центр воспитания» (1991), «Українська козацька педагогіка та духовність» (1995), «Some aspects of games in the tecnnology of moden education».
10 жовтня 2018 року на 80 році пішов з життя Кузь Володимир Григорович, дійсний член (академік) НАПН України, доктор педагогічних наук, професор, Заслужений діяч науки і техніки України, завідувач кафедри дошкільної педагогіки і психології Уманського державного педагогічного університету імені Павла Тичини, заступник керуючого Дослідницьким відділом Американського біографічного центру.
Закінчив Львівське музично-педагогічне училище (1956 р.), музично-педагогічний факультет Дрогобицького педагогічного інституту (1970 р.), аспірантуру Науково-дослідного інституту педагогіки УРСР (1977 р.).
Працював учителем музики і співів у СШ № 1 м. Ізяслава Хмельницької області (1956-1957, 1960-1969 рр.); викладачем, завідувачем кафедри музики Кам′янець-Подільського педагогічного інституту (1973-1977 рр.); від 1980 працював в Уманському державному педагогічному університеті імені Павла Тичини: декан педагогічного факультету(1981-1989 рр.). ректор (1989–2005 рр.); від 2009 – завідувач кафедри дошкільної педагогіки і психології.
Володимир Григорович був фахівцем у галузі організації педагогічного процесу в сільській мало комплектній школі та навчальних закладах нового типу «школа – дитячий садок», автором понад 250 наукових праць.
Його ім’я занесене до книги «Золота еліта України», він почесний громадянин м. Умані. Лауреат премії імені Сократа «За особистий внесок в інтелектуальний розвиток модерного суспільства» (Оксфорд, Велика Британія). За вагомий вклад у розвиток науки та суспільства нагороджений багатьма орденами та медалями.
Володів польською, німецькою мовами.